# ドッペルゲンガー/Re:Re:
「ドッペルゲンガー/Re:Re:」（ドッペルゲンガー/アールイー アールイー）は、日本のテレビアニメ『ぼっち・ざ・ろっく!』の作中に登場するバンド「結束バンド」による配信限定シングル。
2024年8月11日にサブスクリプションを含む配信開始した。

## 概要
前作「月並みに輝け/今、僕、アンダーグラウンドから」以来約2ヶ月ぶりのシングル。
両曲ともに映画『劇場総集編ぼっち・ざ・ろっく!Re:Re:』のタイアップに起用された。

## 収録内容
| 全編曲: 三井律郎。 |                      |           |                    |      |
| #                  | タイトル             | 作詞      | 作曲               | 時間 |
| 1.                 | 「ドッペルゲンガー」 | 樋口愛    | 飛内将大           | 3:39 |
| 2.                 | 「Re:Re:」           | 後藤正文  | 後藤正文・山田貴洋 | 5:07 |
| 合計時間:          | 合計時間:            | 合計時間: | 合計時間:          | 8:46 |

### 解説
1. ドッペルゲンガー
  - 映画『劇場総集編ぼっち・ざ・ろっく!Re:Re:』オープニングテーマ。
  - TVアニメシリーズ第8話で省略されていた「STARRYでのライブにおいて3曲目に演奏された曲」という設定で制作された。そのため「文化祭の曲[注釈 1]以前のテイスト」で制作され、編曲でも「山田リョウのベースのチューニングが（2曲目の）『あのバンド』と同じであるなど、楽器・エフェクターの状態を引き継ぐ」「『あのバンド』直前にアドリブでギターを鳴らしてのめり込む後藤ひとりが、その勢いのままギターを鳴らす」などと、3曲目としての雰囲気を演出している[1][2]。
2. Re:Re:
  - 映画『劇場総集編ぼっち・ざ・ろっく!Re:Re:』エンディングテーマ。
  - ASIAN KUNG-FU GENERATIONのカバーであり、同アーティストのカバーは「転がる岩、君に朝が降る」に続き二度目である。